# Phân chia Trunking đa liên kết
Phân chia Trunking Đa Liên kết (Split Multi-Link Trunking - SMLT) là một công nghệ tập hợp liên kết trong mạng máy vi tính được thiết kế bởi Nortel (nay được Avaya mua lại) vào năm 2001. Công nghệ này được xem như là dạng nâng cao để tiêu chuẩn hóa Trunking Đa Liên kết (Multi-Link Trunking-MLT) theo như định nghĩa trong IEEE 802.3ad.
Kết nối Tập hoặc Trunking Đa Liên Kết (MLT) cho phép liên kết nhiều mạng vật lý giữa hai thiết bị chuyển mạch mạng và thiết bị khác (thiết bị khác này có thể là một chuyển mạch hoặc thiết bị mạng như một máy chủ). Sự liên kết này được xem như một liên kết hợp lý đơn và cân bằng tải lưu lượng truy cập trên tất cả các liên kết có sẵn. Đối với mỗi gói tin cần phải được truyền đi, một trong những kết nối vật lý được lựa chọn dựa trên tải thuật toán cân bằng (thường liên quan đến một hoạt động Hàm băm trên thông tin địa chỉ của nguồn và điểm đến của Khả năng Kết nối ở Tầng Vật lý (Media Access Control -MAC)). Để có được lưu lượng mạng thế giới- thực, kết quả này trong một băng thông hiệu quả cho các kết nối logic nói chung bằng với tổng các băng thông trong những kết nối vật lý riêng lẻ. Những Liên kết dư thừa - là những liên kết trước đây chưa từng được sử dụng do vòng bảo vệ Spanning Tree - nay có thể được sử dụng đến toàn bộ tiềm năng của chúng.
Một hạn chế chung của Tập hợp Kết Tiêu chuẩn (Standard Link Aggregation) hoặc Trunking Đa Liên kết (MLT) hoặc EtherChannel là tất cả các cổng vật lý trong nhóm tổng hợp liên kết phải nằm trên cùng một switch. Các giao thức SMLT, DSMLT và RSMLT loại bỏ giới hạn này bằng cách cho phép các cổng vật lý được phân chia giữa hai thiết bị chuyển mạch, cho phép tạo ra các thiết kế mạng có tính chia sẻ tải Tích cực và tính Sẵn sàng Cao (High Avaibility - HA), những thiết kế này đáp ứng được những yêu cầu "Five Nines" sẵn sàng. Giao thức SMLT đã được đệ trình đến IETF xem xét để được sản xuất theo tiêu chuẩn của IETF.